# Lac Brûlé (Mauricie)
Pour les articles homonymes, voir Brûlé et Lac Brûlé (homonymie).
Le lac Brûlé est situé juste au Nord-Est de Lac-aux-Sables dans la région de la Mauricie, au Québec, au Canada.
Le lac Brûlé se déverse par un petit émissaire dans le lac aux Sables qui lui-même se déverse dans la rivière Propre. Cette dernière se déverse dans le lac Huron, et poursuit sa course pour se jeter dans la rivière Batiscan à la hauteur de Lac-aux-Sables.

## Géographie
Les milieux humides sur les rives des sinueuses rivières des Envies, Mékinac du Nord et Mékinac du Sud, en amont de Saint-Tite, sont des milieux humides sensibles.
Cinq-cents-quatre lacs (504) sont classés comme milieux sensibles. De ce nombre, se trouvent les lacs Brûlé (Mauricie), Huron, Pierre-Paul.